# Dagbladenes Bureau
Dagbladenes Bureau, tidl. Den Liberale Presse og Venstrepressens Bureau, var et dansk nyhedsbureau.
Dagbladenes Bureau blev stiftet 23. september 1919 af en række lokale og regionale aviser. Bureauet leverer artikler indenfor næsten alle stofområder, men fokuserer særligt på interviews, politik, kultur samt feature- og baggrundsstof. Fælles for områderne er, at det er ressourcekrævende områder, som den enkelte avis har svært ved at producere selv.
Ejerkredsen var en gruppe af større og mindre dagblade. Den omfattede blandt andet Dagbladet Ringsted, Frederiksborg Amts Avis, Holbæk Amts Venstreblad, Kalundborg Folkeblad, Sjællandske, Fyns Amts Avis, Midtjyllands Avis, Herning Folkeblad, Skive Folkeblad, Horsens Folkeblad og Morsø Folkeblad. Bureauet havde derudover faste leveringsaftaler med Vejle Amts Folkeblad/Fredericia Dagblad, Fyens Stiftstidende, Nordjyske Stiftstidende, JydskeVestkysten, Bornholms Tidende og Flensborg Avis. Samlet har aviserne omkring 1,5 mio. læsere.
Redaktionen er placeret i hjertet af København og består af 8 medarbejdere samt omkring 30 freelancejournalister. Chefredaktør og administrerende direktør var Anne Brandt.
Dagbladenes Bureau blev 1. juni 2023 overtaget af Ritzaus Bureau, hvor produktionen blev en del af Ritzau Fokus.